# Tempest (음반)
| 전문가 평가                | 전문가 평가 |
| 총 점수                    | 총 점수     |
| 출처                       | 점수        |
| -------------------------- | ----------- |
| AnyDecentMusic?            | 8.0/10      |
| 메타크리틱                 | 83/100      |
| 평가 점수                  |             |
| 출처                       | 점수        |
| AllMusic                   | [ 3 ]       |
| Chicago Tribune            | [ 4 ]       |
| Entertainment Weekly       | A           |
| The Guardian               | [ 6 ]       |
| The Independent            | [ 7 ]       |
| Mojo                       | [ 8 ]       |
| MSN Music (Expert Witness) | B+          |
| Pitchfork                  | 6.8/10      |
| Rolling Stone              | [ 11 ]      |
| Spin                       | 8/10        |

《Tempest》는 2012년 9월 10일 컬럼비아 레코드에서 발매된 미국의 싱어송라이터 밥 딜런의 서른다섯 번째 스튜디오 음반이다. 이 음반은 캘리포니아주 샌타모니카에 있는 잭슨 브라운의 그루브 마스터즈 스튜디오에서 녹음되었다. 딜런은 그레이트풀 데드의 로버트 헌터와 공동 작곡한 트랙 〈Duquesne Whistle〉을 제외하고 모든 곡을 직접 작곡했다.
《Tempest》는 전통적인 음악의 영향과 딜런의 어두운 가사를 칭찬한 음악 비평가들로부터 갈채를 받기 위해 발매되었다. 그 음반은 빌보드 200에서 3위로 정점을 찍었다. 《Tempest》는 딜런의 2020년 음반 《Rough and Rowdy Ways》까지 오리지널 곡을 수록한 마지막 음반이었다.

## 구성
《롤링 스톤》은 14분 길이의 타이틀곡 〈Tempest〉가 RMS 타이타닉에 관한 것이며 제임스 카메론 영화 《타이타닉》(1997년)에 대한 언급을 포함하고 있다고 보도했다. 이 음반에는 타이틀곡을 포함해 7분 동안 5곡이 수록되어 있다.
〈Roll on John〉은 존 레논을 기리는 곡으로 비틀즈의 〈Come Together〉와 〈A Day in the Life〉에 대한 언급을 포함하고 있다.
이 음반의 제목은 처음에 셰익스피어의 마지막 연극 제목과 유사성을 바탕으로 딜런의 마지막 음반이 될 것이라는 소문을 불러일으켰다. 딜런은 다음과 같이 대답했다. "셰익스피어의 마지막 희곡은 템페스트라고 불렸습니다. 그것은 그저 평범한 "템페스트"라고 불리지 않았습니다. 제 음반 이름은 그냥 평범한 《Tempest》에요. 두 가지 다른 제목입니다."

## 커버 아트
《Tempest》 커버 아트는 비엔나에 있는 오스트리아 의회의사당 앞 팔라스아테네 분수 기슭에 위치한 동상의 짙은 빨간색 듀오톤 사진을 포함하고 있다. 이 조각상은 오스트리아-헝가리 제국의 주요 강인 도나우강, 인강, 엘베강, 몰다우강을 상징하는 분수대 중간 단에 있는 4개의 형상들 중 하나이다. 음반 커버에 표시된 그림은 몰다우강을 나타낸다. 이 조각상은 건축가 테오필 한센의 원래 계획에 기초하여 1893년과 1902년 사이에 칼 쿤드만에 의해 만들어졌다. 사진은 알렉산더 렝가워가 그의 셔터스톡 포트폴리오에서 찍었고, 패키지는 코코 시노미야가 디자인했다. 지난 15년간의 모든 딜런 음반과 마찬가지로, 이 패키지는 최소한의 크레딧과 인쇄된 가사가 없다. 디럭스 한정판 CD에는 밥 딜런을 전면에 내세운 60페이지 분량의 희귀 빈티지 잡지 노트가 들어 있다. 이 커버는 마그네 칼스타드와 오드브넘 살트네스의 소장품에서 나온 것이다.

## 곡 목록
로버트 헌터와 공동 작사/작곡한 〈Duquesne Whistle〉을 제외하고, 모든 곡들은 밥 딜런에 의해 작사/작곡하였다.
| #   | 제목                      | 재생 시간 |
| --- | ------------------------- | --------- |
| 1.  | 〈Duquesne Whistle〉      | 5:43      |
| 2.  | 〈Soon After Midnight〉   | 3:27      |
| 3.  | 〈Narrow Way〉            | 7:28      |
| 4.  | 〈Long and Wasted Years〉 | 3:46      |
| 5.  | 〈Pay in Blood〉          | 5:09      |
| 6.  | 〈Scarlet Town〉          | 7:17      |
| 7.  | 〈Early Roman Kings〉     | 5:16      |
| 8.  | 〈Tin Angel〉             | 9:05      |
| 9.  | 〈Tempest〉               | 13:54     |
| 10. | 〈Roll on John〉          | 7:25      |

## 인증
| 국가                                                                                         | 인증 | 판매량/출하량 |
| -------------------------------------------------------------------------------------------- | ---- | ------------- |
| 오스트리아 (IFPI 오스트리아)                                                                 | 골드 | 10,000*       |
| 스웨덴 (GLF)                                                                                 | 골드 | 20,000        |
| 영국 (BPI)                                                                                   | 실버 | 60,000^       |
| 미국                                                                                         | —    | 274,000       |
| *판매량을 기반으로 한 인증 · ^출하량을 기반으로 한 인증 · 판매량+스트리밍을 기반으로 한 인증 |      |               |